# スクランブルエッグ

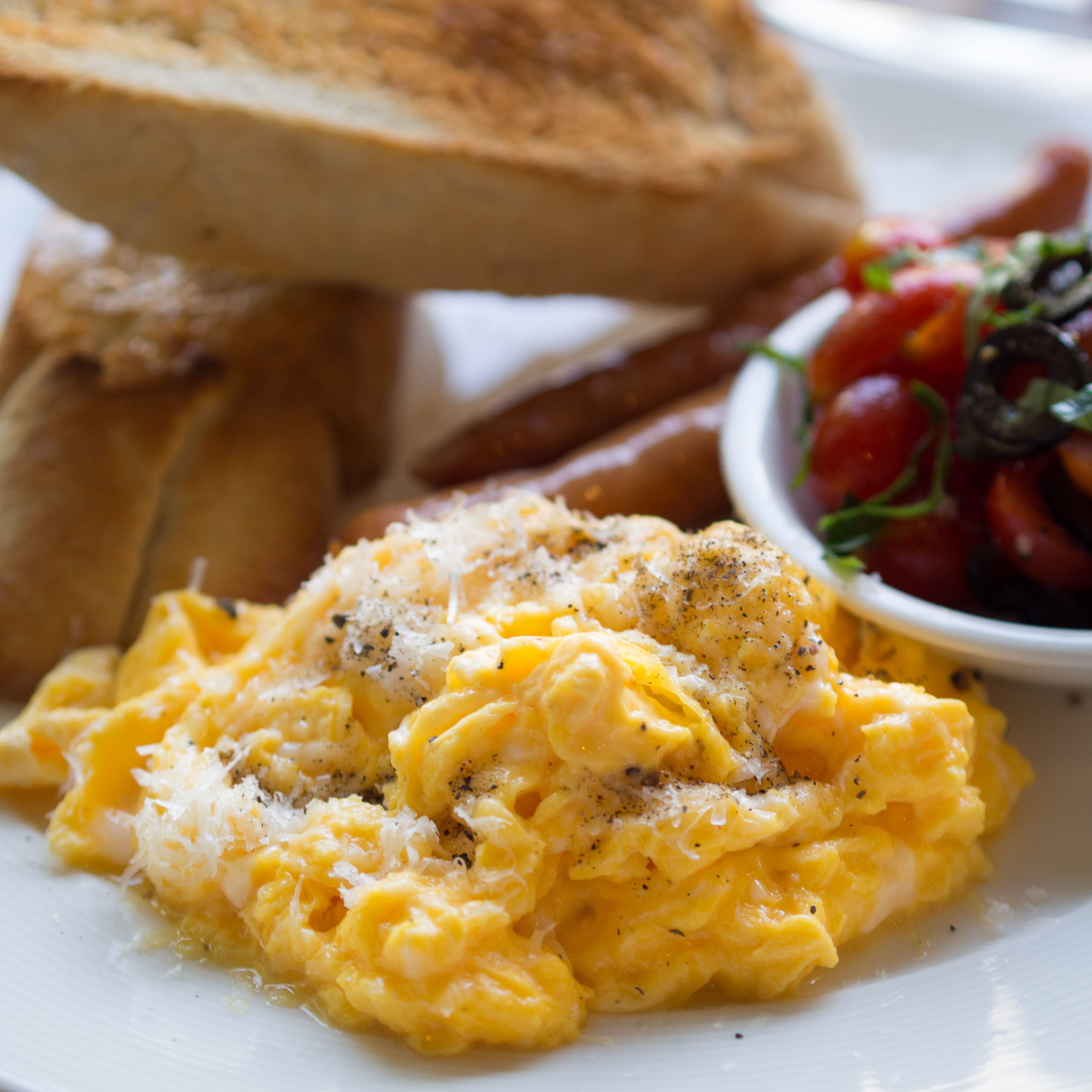
粉チーズのかかったスクランブルエッグ

スクランブルエッグ （英: scrambled eggs）は、卵料理の一種。鶏卵に食塩やコショウなどの調味料を加え、かき混ぜながら炒めた料理である。

## 概要
最初に卵をかき混ぜながら、牛乳、クリームあるいは豆乳と混ぜ、食用油かバター・マーガリンを溶かしたフライパンで炒める。充分に火を通す炒り卵と違い、こちらは半熟状になれば加熱を止めて完成とすることが多い。
イギリスやアイルランドでは、低温で調理される。北欧ではニシンと一緒に食べられることが多い。

## 料理
単品のほか、ホウレンソウなど野菜のソテーと合わせたり、サンドイッチの具としたり、サラダのトッピングとしても利用される。トマトと炒めると、番茄炒蛋という有名な中国料理になる。